# Економічний факультет КПНУ імені Івана Огієнка
Економічний факультет Кам'янець-Подільського національного університету ім. Івана Огієнка – факультет університету.

## Історія
Економічний факультет – один з наймолодших в Кам’янець-Подільському університеті. Проте, він має власну і тривалу історію. Формування засад економічної освіти розпочалося водночас із створенням закладу.
22 жовтня 1918 р. був урочисто відкритий Кам'янець-Подільський державний український університет – важливий осередок національного відродження, що поклав початок розвиткові економічної науки на Поділлі.
9 липня 2002 р. на засіданні Державної акредитаційної комісії МОНУ було прийнято довгоочікуване рішення: “Надати Кам’янець-Подільському державному університетові ліцензію на провадження освітньої діяльності з підготовки бакалаврів напряму 0501 “Економіка і підприємництво” із спеціальностей “Економічна теорія” та “Економіка підприємства”. Того ж року було здійснено набір на перший курс денної та перший і третій курси (на базі молодшого спеціаліста) заочної форм навчання із спеціальності “Економіка підприємства”. Спочатку студенти-економісти навчалися при фізико-математичному факультеті.
У 2003 р. під економічні спеціальності університету передано корпус колишньої Кам’янець-Подільської школи №3 загальною площею 3917,4 м2 (район “Польські фільварки”, вул. Суворова, 52), де у 1939 році розміщувався Кам’янець-Подільський учительський інститут з дворічним терміном навчання (для підготовки учителів V–VII класів). Цей факультет економічні спеціальності ділили з природничими.
У 2006 році ректор Кам’янець-Подільського державного університету О.М.Завальнюк ініціював створення нового структурного підрозділу університету – економічного факультету. У зв’язку з цим він видав наказ за №262 від 30 серпня 2006 р. “Про реорганізацію природничо-економічного факультету”, в якому наголошувалося, що з метою оптимізації навчального процесу, підвищення його ефективності та з урахуванням того, що природничо-економічний факультет готує фахівців різних напрямів, на підставі ухвали спільного засідання вченої ради та конференції трудового колективу створити на базі природничо-економічного факультету окремі природничий та економічний факультети. До компетенції економічного факультету віднесли такі спеціальності: “Економічна теорія”, “Економіка підприємства”, “Управління персоналом та економіка праці”. Крім того, було утворено кафедру управління персоналом і економіки праці

## Спеціальності
Набір на денну форму навчання проводиться з усіх акредитованих спеціальностей. Терміни підготовки: бакалавр – 4 роки, спеціаліст – 1 рік.
- Економіка підприємства
- Управління персоналом і економіка праці
- Туризм
- Економіка підприємства(спеціаліст)

( д ) – денна форма навчання, ( з ) – заочна форма навчання